# Centelles (famiglia)
I Centelles, Centeglies, Centellas, Cantalles, Cintillis o Centelly sono una famiglia nobile catalana di stirpe ducale che ebbe diramazioni, oggi quasi estinte, in Sicilia. I Centelles (divenuti poi Centelli, Centella, o Santiglia in lingua sicula) giunsero in Sicilia successivamente ai moti dei famosi Vespri Siciliani, assieme ad altre due iniziali casate i Carafa ed i Sorianos (divenuti poi in Sicilia Suriano), tutte imparentate con la casa reale d'Aragona. Fu infatti Pietro III d'Aragona a conferire a ciascuna casata il "penzones", ossia il Drappo Reale raffigurante l'Arma di battaglia del sovrano e nel capo destro dello stendardo l'Arma accollata della Casata inviata in Sicilia in soccorso della popolazione e per difendere le pretese del re d'Aragona sul trono di Trinacria. 
I Centelles hanno come capostipite Cataldo di Craon, uno dei nove cavalieri franchi che accompagnò Carlo Magno nella liberazione dal dominio arabo della Catalogna; apparteneva inoltre al casato dei duchi di Borgogna. Fu signore di Centelles, dal quale feudo trasse il cognome.
Un Bernardo Centeglies fu cortigiano di Martino I di Sicilia; un Gilberto Centelles fu viceré di Sicilia e di Valencia per Alfonso V d'Aragona, per il matrimonio con Costanza Ventimiglia Moncada, figlia di Antonio, ebbe il titolo di conte di Collesano; un Giuliano fu strategoto di Messina; un Almerico fu pretore di Palermo; un Giuseppe Centelles fu viceré di Sicilia per Ferdinando II di Aragona; molto importante storicamente fu Antonio Centelles, conte di Collesano, marchese di Cotrone e conte di Catanzaro e Belcastro, protagonista tra il 1437 e il 1465 della vita politica del Regno di Napoli.
Complessivamente la famiglia possedette tre marchesati, un ducato, sette contee e trentanove baronie; contrasse parentele, tra le altre, con i Del Balzo, i Cardona, i Moncada, i Ruffo, i Ventimiglia e gli Zuniga; fu aggregata al seggio di Nilo dei sedili di Napoli.